# Werk aan de Engelaar

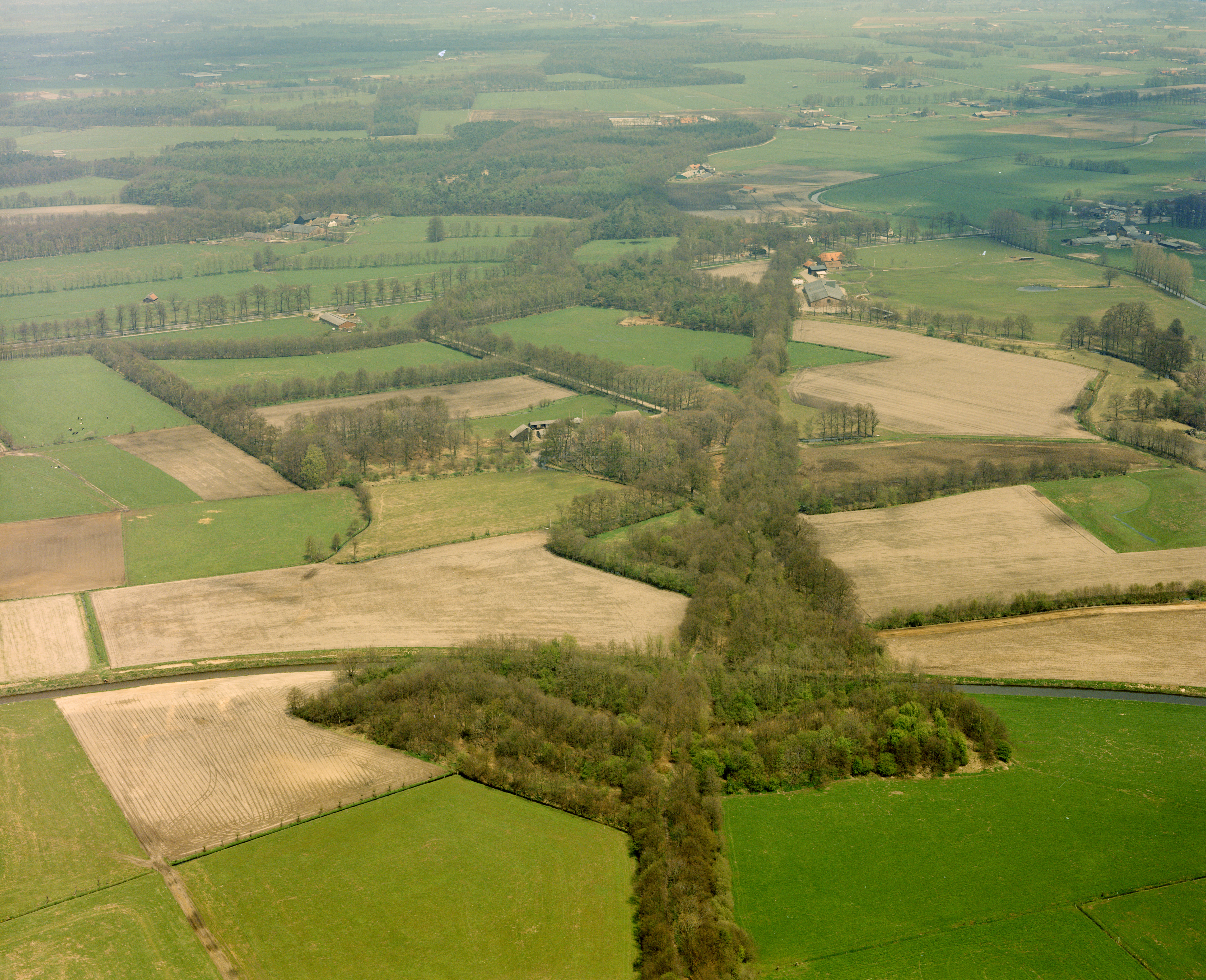
Het werk gezien in de richting van het noordoosten. De Groeperkade loopt van beneden naar boven, dwars door het werk, en buigt na 1,5 kilometer af naar het oosten en stopt bij het werk aan de Daatselaar. De luchtfoto is gemaakt in 1979.

Werk aan de Engelaar is een aarden vestingwerk van de Grebbelinie gelegen tussen Renswoude en Scherpenzeel. Het werd in 1799 aangelegd toen de Groeperkade werd verlengd tot de Slaperdijk bij Werk aan de Daatselaar. Het verdedigingswerk heeft de vorm van een hoornwerk, een liniewal tussen twee halve bastions.

## Geschiedenis

### Aanleg
Het verdedigingswerk werd aangelegd in de tijd van de Bataafse Republiek in 1799. De Fransen zagen het nut van de Grebbelinie in en zetten de werkzaamheden voort. Het werk heeft de vorm van een hoornwerk; een aarden hoofdwal dwars op de Groeperkade, met aan weerszijden halve bastions. De vijand die over de kade het werk naderde kon van beide kanten onder vuur worden genomen, ze bleven ze in het schootsveld van de verdedigers liggen en de kade bood geen rugdekking. 
Dicht bij het werk lag een oude boerderijf waaraan de naam is ontleend. Op oude kaarten komt ook wel de naam voor als "voorwerk" of "voorpost" in plaats van "werk".
Het was een belangrijke voorpost. Het had als taken de vijand de toegang over de Groeperkade te beletten en om de damsluis in de Lunterse Beek te beschermen. De damsluis speelde een sleutelrol bij de inundatie van het terrein voor de linie. De oude waterkering was van hout en deze werd in 1865 vervangen door een stenen damsluis die altijd nog bestaat. Wanneer de damsluis werd gesloten dan liep het water uit de Lunterse Beek in de 2e of Groepsekom.
Voor de Engelaar werden grachten gegraven die gevuld werden met water als extra verdedigingsmiddel. Het zand uit de grachten werd gebruikt voor de aanleg van de wallen. De grootste lengte is 250 meter in de breedte varieert het werk tussen de 45 en 60 meter.
Tegen het einde van de Franse bezetting was de linie in belang afgenomen. Aan onderhoud werd niets meer gedaan en aan het einde van de 19e eeuw waren de grachten geheel dichtgegroeid.

### Tweede Wereldoorlog
Ondanks de slechts staat van onderhoud werd het werk opgenomen in de plannen van de Nederlandse verdediging in 1939-1940. Het werd onderdeel van de Grebbelinie, maar desondanks zijn hier geen kazematten gebouwd. De commandant was kapitein Moquette en zijn soldaten moesten veel werkzaamheden verrichten om het werk in bruikbare en verdedigbare staat te brengen. In de wal werden posten gemaakt van waaruit met een mitrailleur of geweer op de naderende vijand kon worden geschoten.
Op 12 mei 1940 viel hier een Duitse verkenningseenheid aan. Op 13 mei volgde een grotere aanval van het 2e bataljon van het 312e Duitse Regiment. De Nederlandse soldaten sloegen van zich af en pas tegen de avond trokken zij zich terug nadat er een tekort aan munitie was ontstaan. De helft van de 64 soldaten die het werk verdedigden trokken zich terug en de helft hiervan kon de Vesting Holland bereiken.

## Huidige situatie
De Engelaar en zijn grachten zijn hersteld en sinds 2005 staat er bij het werk een informatiepaneel. Door de bomen en begroeiing is de vorm van het vestingwerk visueel moeilijk te herkennen.
Op bijna vier kilometer ten zuidoosten van het werk ligt het Fort aan de Buursteeg. 